# سرو آرمازونس
سرو آرمازونس (به اسپانیایی: Cerro Armazones) یک کوه در شیلی است که در استان آنتوفاگاستا واقع شده‌است. سرو آرمازونس ۳٬۰۴۶ متر بالاتر از سطح دریا واقع شده‌است.